# Монська мова
Мо́нська мо́ва — мон-кхмерська мова, якою говорять мони в південно-східній М'янмі південно-східній частині М'янми, між містами Молам'яйн та Є: штати Мон і Карен, область Танінтаї. Декілька монських громад є Таїланді (провінції Канчанабурі, Накхонпханом, Патхумтхані, Ратчабурі і Самутсакхон).

## Чисельність носіїв
Чисельність монів у М'янмі становить близько 1 млн осіб, а монською мовою говорить 743 тис. осіб (2004). Така ситуація пояснюється тим, що мони поступово переходять на бірманську. Якщо в сільських районах позиції монської мови все ще лишаються міцними, то в містах вона використовується мало або й взагалі не використовується. Ще гіршою є ситуація в Таїланді. Тут монська мова перебуває під загрозою зникнення, багато місцевих монів погано або й взагалі не володіють рідною мовою. За даними перепису 1983 року, в Таїланді нараховувалось 100 тис. монів, але лише для 50 тис. монська мова була першою.

## Характеристика
Сучасна монська мова не має тонів, але має 2 регістри — квазітональні просодичні відмінності, що зачіпають всю фонологічну систему. Зокрема, вокалізм включає дві автономні підсистеми, що відрізняються кількістю і тембром голосних фонем. Підсистему першого реєстру складають 9 монофтонгів і 8 дифтонгів, другого реєстру — відповідно 7 і 5 голосних. Довжина голосних не є фонологічною. Консонантизм включає 18 початкових приголосних і 9 кінцевих. Характерним явищем є скупчення приголосних на початку слова, є 16 двокомпонентних і 5 трикомпонентних ініціальних консонантних кластерів. Мінімальна структура складу ПГ (приголосний + голосний), максимальна — ПППГП.
Монська належить до ізолюючих мов. Синтаксичні зв'язки між словами визначаються порядком слів і напівслужбовими словами, більше або менше зберігаючи лексичне значення, а граматичні категорії — напівслужбовими словами. Порядок слів фіксований, переважає порядок «підмет + присудок + додаток». Залежні слова йдуть за головним. Прямий додаток, разом із залежними елементами, може виноситись на перше місце.
Основним способом  словотвору є коренескладання, також використовується редуплікація. Особливістю монської мови є наявність слів, що мають півтора склади, тобто складу і пресилабу. Утворення таких слів викликане наявністю у монській мові префіксації та інфіксації, що відрізняє її від власне складових мов.

## Діалекти
У М'янмі монська мова розпадається на 3 основних діалекти: пегуанський (північний, баго), мартабан-молам'яйнський (центральний) і єський (південний). Центральний діалект є найбільш поширеним.
Всі діалекти є взаємно зрозумілими. Це стосується й діалектів, поширених на території Таїланду. Певні труднощі у спілкуванні можуть викликати лексичні запозичення з тайської або бірманської, що зустрічається в мові монів відповідних країн.

## Писемність
Монська мова використовує бірманське письмо. Грамотність монською присутня серед частини старшого покоління, вона є дуже низькою серед людей у віці до 40 років. Навчання монською ведеться в деяких буддійських монастирях як у М'янмі, так і в Таїланді.
Цікаво, що бірманське письмо походить від монського, точніше старомонського. Найдавніші написи монською мовою датуються VI століттям, вони виявлені в центральній частині Таїланду, на археологічних об'єктах, пов'язаних з державою Двараваті. Численні старомонські написи засвідчені також в пізніших монських державах, що розташовувались на території сучасної М'янми.